# 민입암 집판각
민입암 집판각(閔立巖 集板刻)은 대한민국 충청남도 부여군 규암면 모리에 있는, 조선 명종 때의 문신인 희중 민제인(1493∼1549) 선생의 시문집을 새긴 목판이다. 1995년 10월 7일 충청남도의 문화재자료 제341호로 지정되었다.

## 개요
조선 명종 때의 문신인 희중 민제인(1493∼1549) 선생의 시문집을 새긴 목판이다.
민제인은 중종 15년(1520) 문과에 급제하여 승정원주서, 사간원정언, 사헌부대사헌, 형조참판 등의 벼슬을 지냈다. 을사사화를 주도하여 윤임 등을 제거하는데 앞장섰으며, 1547년 좌찬성에 오른 후에는 민심을 안정시키는데 노력하였다. 1548년 윤원형 등이 을사사화를 감추고자 당시 관련 기록을 쓰고 있던 안명세를 죽이고 기록을 고치려 하자 이의 불가함을 고했고, 결국 그들의 미움을 사 공주로 귀양을 갔다. 그는 그 곳에서 을사사화에 참여하여 많은 선비를 죽인 것을 후회하다 목숨을 다하였다.
그의 시문집은 임진왜란 이전에 초판이 간행되었으나 임진왜란 때 불에 타 없어지고, 인쇄본은 전하지 않는다. 광해군 2년(1610)에 손자 위여임이 다시 새겼고, 현종 10년(1669)에 그의 5대손인 민저동이 송시열의 선도비문을 덧붙여 다시 간행하였다. 그후 영조 12년(1736)에 빠진 시문 및 을사사화를 전후하여 관련된 민제인의 글과 자료들을 수집하여 다시금 간행하였다.

## 같이 보기
- 민제인

## 참고 문헌
- 민입암집판각 - 국가유산청 국가유산포털